# アメリカン・ジャーナル・オブ・オルソドンティックス・アンド・デントフェイシャル・オルソペディクス
アメリカン・ジャーナル・オブ・オルソドンティックス・アンド・デントフェイシャル・オルソペディクス(American Journal of Orthodontics and Dentofacial Orthopedics, print: ISSN 0889-5406, online: ISSN 1097-6752)は歯科矯正学の研究を専門とするアメリカ合衆国の査読付き月刊歯学雑誌。エルゼビアより出版されているアメリカ矯正歯科学会の公式雑誌。1897年に出版が始まり、1986年に現在の名称となる.。旧名称は『American Journal of Orthodontics』及び『American Journal of Orthodontics and Oral Surgery』。Journal Citation Reportsによると、2010年のインパクトファクターは1.458である。。